# Bogusław Bosak
Bogusław Bosak (* 6. Juni 1968 in Krosno) ist ein polnischer Politiker (PC, PiS, PP). Er gehörte von 2005 bis 2007 dem Sejm in der V. Wahlperiode an.

## Leben und Beruf
Bosak schloss 1994 sein Medizinstudium an der Jagiellonen-Universität ab. 1997 wurde er Facharzt für Innere Medizin. Er arbeitet als Arzt in Krakau. Er ist verheiratet.

## Politik
Bosak trat 1992 dem Porozumienie Centrum bei. 2001 wechselte er zur Prawo i Sprawiedliwość (PiS). Bei den Selbstverwaltungswahlen 2002 wurde er in den Stadtrat von Krakau gewählt. Von 2005 bis 2007 war er Abgeordneter der PiS im Sejm. Er wurde bei der Parlamentswahl 2005 mit 2.607 Stimmen aus dem Wahlkreis Krakau gewählt. Bei der Parlamentswahl 2007 kandidierte er nicht erneut. 2008 gründete er innerhalb der PiS die Fraktion „Forum Demokratyczne“ und wurde deshalb aus der Partei ausgeschlossen. Er schloss sich der Ruch Obywatelski "Polska XXI" an und wurde deren Vorsitzender in der Woiwodschaft Kleinpolen an. 2010 war er Vertreter der kurzlebigen Partei Polska Plus in Kleinpolen. Später wurde er Mitglied von „Przyszłość 5.0“.